# 栾树白粉菌
栾树白粉菌（学名：Erysiphe koelreuteriae）是属于白粉菌目白粉菌科白粉菌属的一种真菌，寄生在栾树属植物上。该种分布于中国。